# Codex Squarcialupi
Codex Squarcialupi, v italském originále Codice Squarcialupi, je nejvýznamnější památkou hudební literatury z období italské ars nova.

## Popis
Jedná se o rukopis antologie tohoto posledního období středověké hudby v jejím středisku Florencii. Shromažďuje tamější tvorbu v rozsahu prvních dvou desetiletí 15. století v počtu kolem 300 písní, madrigalů, ballat a caccií i skladby nejznámějších autorů 14. století.
Kodex je členěn do 14 kapitol, které se věnují přímo jednotlivým skladatelským osobnostem, a to v chronologickém pořadí. Jsou zde také skladby nejvýznamnějšího autora období ars nova v Itálii, Francesca Landiniho a jeho učitele Jacopa da Bologna.
Podle posledních historických objevů kniha vznikla ve florentském skriptoriu kláštera Santa Maria degli Angeli v rozmezí let 1410 - 1415. Své jméno ovšem dostala až později, když byla nalezena ve sbírce florentského varhaníka Antonia Squarcialupiho a na prvním listě bylo zaznamenáno “Questo libro è di M° antonio di bartolomeo schuarcialupi, horganisto in sancta maria del fiores" (tato kniha je od Antonia Bartolomea Squarcialupiho, varhaníka u Santa Maria del Fiore).
Codice Squarcialupi je nejen významným dokumentem uměleckého nebe hudebního dění daného období, ale má též svou vysokou uměleckou hodnotu v oblasti poezie a výtvarného umění. Iluminační technika knihy kombinuje vysokou úroveň grafického provedení a dokonalost jeho provázanosti s obsahem.